# Subsecretaría de Justicia
La Subsecretaría de Justicia (SUBJUS) fue la Subsecretaría del Ministerio de Justicia de España. Le correspondía, con carácter general, el apoyo y asesoramiento técnico al ministro en la elaboración y aprobación de los planes de actuación del departamento, el análisis de la actuación, funcionamiento y estructura de los órganos, unidades y organismos dependientes del departamento y la formulación, en su caso, de propuestas para su mejora funcional, organizativa y administrativa atendiendo a los principios de legalidad, eficacia, eficiencia y calidad, así como el análisis y coordinación de aquellas otras propuestas que, al efecto, realicen los demás órganos superiores del departamento, así como de las directrices de actuación y funcionamiento de los órganos y unidades dependientes de la Subsecretaría.
Le correspondía, además, la organización, coordinación, impulso y supervisión de los trabajos prelegislativos de estos órganos y unidades dependientes de ella y de la Comisión General de Codificación, así como la supervisión de la fundamentación técnico jurídica de todos los asuntos del Ministerio de Justicia y sus organismos que se sometan a la consideración de la Comisión General de Secretarios de Estado y Subsecretarios y del Consejo de Ministros.
Era también el órgano directivo del departamento al que correspondía, bajo la superior autoridad del Ministro, la dirección, impulso y gestión de las atribuciones ministeriales relativas a estado civil y nacionalidad, la fe pública notarial, los derechos registrales y el Registro Civil, así como las relaciones con el Consejo General del Notariado y el Colegio de Registradores de la Propiedad y Mercantiles de España.
Finalmente, era competente directamente resolver los procedimientos sobre el derecho de petición; la coordinación ejecutiva del Sistema Archivístico del Ministerio de Justicia, así como de la política de gestión documental del departamento, de forma que se asegure la conservación de la documentación que mantenga los valores probatorios y testimoniales, y en su caso la eliminación de los que no los posean, de acuerdo con la normativa sobre conservación del patrimonio documental administrativo; dar apoyo en la coordinación de las iniciativas en materia de Gobierno abierto en el ámbito del Ministerio; y ejercer las competencias que le otorgue la Ley de Memoria Histórica.

## Historia
La historia de la Subsecretaría de Justicia se remonta a 1834 con la creación de este tipo de órgano en cada uno de los ministerios por aquel entonces existentes. En ese tiempo recibía el nombre de Subsecretaría de Gracia y Justicia, siendo su primer titular Joaquín Díaz Caneja desde el 17 de junio de ese año. Entre marzo de 1855 y enero de 1856 el cargo de subsecretario estuvo suprimido.
En 1866 el ministro de Gracia y Justicia, Lorenzo Arrazola, redujo el tamaño del ministerio de 17 a 10 negociados y eran inspeccionados y coordinados por el subsecretario de Gracia y Justicia. En concreto, la Dirección General del Registro de la Propiedad se refundió, junto con las secciones de Estadística Judicial y de la Colección Legislativa, en la Subsecretaría. De la subsecretaría dependían 10 negociados: tres para asuntos eclesiásticos, cuatro de asuntos civiles, uno de asuntos sobre el Registro de la Propiedad, otro de Estadística Judicial y otro del Notariado. En 1869 otra reforma refundió la Cancillería del Ministerio en la Subsecretaría. A partir de 1870 se restableció la Dirección General del Registro de la Propiedad y del Notariado. El gobierno de la Primera República modificó en 1873 la denominación de las subsecretarías pasando a llamarse secretarías generales, denominación que apenas duró unos meses.
Una nueva organización fue adoptada en enero de 1901, estructurándose la subsecretaría a través del Negociado Primero de Asuntos Generales —que abarcaba la organización de los tribunales, el estudio y formación de proyectos de ley relativos a los mismos, el régimen interior y asuntos generales de la Subsecretaría, la formación del presupuesto del Ministerio, la sanción de leyes, las relaciones con las Cortes Generales, la legalización de documentos, la expedición de reales despachos y títulos de personal, la colección legislativa, las estadísticas de la Administración de Justicia, el registro general, la biblioteca, oficina de prensa, expedientes de asimilación a las carreras judicial y fiscal, grandezas, títulos del Reino y órdenes—, el Negociado Segundo de Administración de Justicia —que abarcaba la división territorial judicial, las competencias con la Administración, las consultas de los Tribunales relativas a la administración de justicia, recursos de queja y de revisión, exhortos y suplicatorios, extradiciones, incidencias del juicio oral y público, jurado, análisis químicos, gastos de ejecución de la pena de muerte, asuntos relativos al Ministerio de Estado y relaciones con la Comisión General de Codificación—, el Negociado Tercero de Personal —que abarcaba a magistrados de los tribunales y audiencias, personal del Ministerio Fiscal, jueces de otros niveles, secretarios judiciales, quejas relativas a dichos funcionarios, aspirantes a la judicatura, abogados que quisiesen entrar en las carreras judicial y fiscal, excedentes y cesantes de la Península y de Ultramar, el personal técnico de la Subsecretaría y el personal administrativo del Ministerio y de los tribunales—, el Negociado Cuarto de Auxiliares de la Administración de Justicia —que abarcaba lo relativo al personal auxiliar y subalterno del Tribunal Supremo, de las Audiencias territoriales y provinciales, de los Juzgados de primera instancia e instrucción, jueces y fiscales municipales, abogados y procuradores, médicos forenses, aranceles judiciales, reclamación de haberes, dietas en asuntos civiles y criminales, indemnizaciones a testigos y peritos y las dietas de los jurados—, y el Negociado Quinto de Indultos que trataba los indultos y amnistías. Además, existía otra sección con un negociado único sobre asuntos religiosos.
Esta estructura se mantuvo hasta 1925, cuando durante la dictadura de Primo de Rivera este eliminó las subsecretarías asumiendo las funciones de éstas los Ministros directamente. La figura del subsecretario se recuperó en febrero de 1930, ya terminada la dictadura.
Con la Segunda República, en 1931, la Subsecretaría adquirió la actual denominación con Justino de Azcárate como subsecretario aunque brevemente entre septiembre de 1935 y enero de 1936 el órgano estuvo suprimido y sus funciones pasaron a la nueva Dirección General de Justicia.
El régimen franquista estructuró la subsecretaría en 1939 y salvo pequeños cambios, no sufrirá mayores hasta el 12 de marzo de 1964, cuando se creó la SGTJUS en el Ministerio, si bien no se subordinó a la subsecretaría hasta la fusión con la Subsecretaría del Interior entre 1994 y 1996. Ya separados los ministerios de Justicia e Interior, la SUBJUS mantuvo bajo su supervisión directa a la SGTJUS.
Desde el año 2000 amplió sus competencias tras asumir la Dirección General de Política Legislativa y Cooperación Jurídica Internacional, competencias que perdería en 2010 pero que compensaría tras asumir la Dirección General de los Registros y del Notariado. Su última modificación relevante la sufrió en 2018, cuando asumió las competencias en memoria histórica a través de la nueva Dirección General para la Memoria Histórica.
En abril de 2022, una pequeña reforma suprimió la División de Tecnologías y Servicios Públicos Digitales, cuyas funciones pasaron a la Dirección General de Transformación Digital de la Administración de Justicia y renombró la Subdirección General de Contratación, Servicios y Oficialía Mayor como Subdirección General de Contratación y Gestión Económica, pasando las funciones de Oficialía Mayor a ser gestionadas directamente por el Subsecretario.
Fue suprimida a finales de noviembre de 2023, pasando sus funciones a la Subsecretaría de la Presidencia.

## Estructura
De la Subsecretaría de Justicia dependían los siguientes órganos directivos:
- La Secretaría General Técnica.
- La Oficina Presupuestaria, que asume la elaboración y tramitación del anteproyecto de presupuestos del departamento y la coordinación de los correspondientes a sus organismos públicos dependientes, así como la tramitación de los expedientes de modificaciones presupuestarias; y la información financiera, el seguimiento presupuestario y el análisis de costes de la gestión del departamento y de los procesos de traspaso, así como el análisis de la eficiencia de sus gastos y, en todo caso, las que se determinan en el Real Decreto 2855/1979, de 21 de diciembre, por el que se crean las Oficinas Presupuestarias.
- La Subdirección General de Recursos Humanos, que se encarga de la gestión de los recursos humanos del departamento y de los procesos de selección y provisión de puestos de trabajo y la planificación, elaboración y administración de las plantillas y relaciones de puestos de trabajo y de sus modificaciones; la organización y desarrollo de la formación, la programación y gestión de la acción social, así como la participación en la negociación colectiva y las relaciones laborales y la prevención y salud laborales del personal; y la planificación y ejecución de la política retributiva, las propuestas de dotación presupuestaria y la gestión y seguimiento de la asignación presupuestaria correspondiente, así como de los préstamos y anticipos reintegrables, la elaboración de las nóminas y la habilitación y pagaduría del personal del departamento.
- La Subdirección General de Contratación y Gestión Económica, a la que le compete la administración financiera de ingresos y gastos, incluidos los créditos de operaciones corrientes, subvenciones y transferencias de capital; la gestión de las indemnizaciones por razón de servicio; el examen y comprobación de todas las cuentas correspondientes a los créditos que gestiona; la tesorería de los fondos del Departamento y la coordinación de sus distintas cajas pagadoras; la tramitación de los expedientes de contratación en el ámbito de su competencia o no atribuidos a otros órganos del Departamento, así como la secretaría y coordinación de sus órganos colegiados en materia de contratación, sin perjuicio de las competencias de los centros directivos del departamento en la definición y seguimiento de los proyectos y de las que, sobre esta materia, pudieran ser atribuidas a otros órganos del Ministerio; y la tramitación de las encomiendas de gestión, convenios de colaboración en el ámbito de su competencia y otros instrumentos de colaboración que hayan de suscribirse por el Ministerio o sus organismos dependientes.
- La Subdirección General de Obras y Patrimonio, responsable de la administración, reparación y conservación de los bienes inmuebles del departamento, la elaboración y actualización del inventario del patrimonio inmobiliario adscrito a éste y la gestión de sus arrendamientos en colaboración, en su caso, con las gerencias territoriales y en coordinación con la Dirección General del Patrimonio del Estado; y la programación y gestión de las inversiones nuevas y las de reposición y la planificación, supervisión y dirección de los proyectos de obras de construcción, reparación y conservación de sus edificios, instalaciones, mobiliario y demás bienes para la puesta en funcionamiento de los servicios.
- La Subdirección General de Información Administrativa e Inspección General de Servicios, encargada de la información y asistencia al ciudadano, así como las funciones que la Ley de Transparencia, Acceso a la Información Pública y Buen Gobierno y sus disposiciones de desarrollo atribuyen a las unidades de información; la gestión del registro general del Departamento, el registro de funcionarios públicos habilitados y el establecimiento de directrices armonizadas de funcionamiento en las oficinas de asistencia a registros, así como la llevanza de la Sección de Legalizaciones del Ministerio de Justicia, tanto en relación con documentos físicos como electrónicos; la inspección de los servicios del personal y sus organismos públicos dependientes, así como las funciones en materia de informes sobre autorizaciones y reconocimiento de compatibilidades; la racionalización, normalización y simplificación de los procedimientos administrativos y de los métodos de trabajo, así como la evaluación de la calidad y el rendimiento de los servicios; el ejercicio, en el ámbito del Ministerio, de las competencias relativas al delegado de protección de datos, previstas en el Reglamento europeo 2016/679 relativo a la protección de las personas físicas en lo que respecta al tratamiento de datos personales y a la libre circulación de estos datos; así como la coordinación de las actividades vinculadas con las evaluaciones de las políticas públicas de competencia del Departamento en apoyo del Instituto para la Evaluación de Políticas Públicas del Ministerio de Política Territorial y Función Pública, de acuerdo con el plan de evaluaciones de políticas públicas que apruebe el Consejo de Ministros.
- La División de Derechos de Gracia y otros Derechos, que asume la preparación de los asuntos relativos al ejercicio del derecho de gracia con carácter previo a su elevación al Consejo de Ministros; la gestión de los asuntos relativos a los títulos nobiliarios y grandezas de España, gestión de las peticiones de sucesión, cesión, distribución y rehabilitación de distinciones nobiliarias; y la dirección de la Cancillería de la Orden de San Raimundo de Peñafort, la preparación de las propuestas y la expedición de las condecoraciones y la gestión del Registro de distinciones de la Orden.
- La División de Oficialía Mayor, a la que le corresponde la gestión, administración y control de suministros, servicios y bienes materiales; la dirección, impulso y gestión de los servicios generales y de régimen interior; la vigilancia y seguridad; la gestión, conservación y mantenimiento de sus recursos; el mantenimiento ordinario de los edificios sede de los servicios centrales del Departamento; la elaboración y actualización del inventario de bienes muebles; y la gestión y ejecución de los planes de autoprotección de los inmuebles donde preste el servicio de mantenimiento.[17]

Además, corresponde al titular de la Subsecretaría de Justicia la presidencia de la Comisión Ministerial de Administración Digital.

## Presupuesto
La Subsecretaría del Ministerio de Justicia tuvo un presupuesto asignado de 135 356 340 € para el año 2023. De acuerdo con los Presupuestos Generales del Estado para 2023, la SUBJUS participaba en un único programa:
| N.º Programa                          | Programa                                    | Dotación      | Ref.   |
| ------------------------------------- | ------------------------------------------- | ------------- | ------ |
| 111N                                  | Dirección y Servicios Generales de Justicia | 135 356 340 € | [ 18 ] |
| Total presupuesto de la Subsecretaría | Total presupuesto de la Subsecretaría       | 135 356 340 € |        |